# Arturs Krišjānis Kariņš
Arturs Krišjānis Kariņš (wym. [ˈar.turs kriʃ.ˈjaː.nis ka.ˈriɲʃ]; ur. 13 grudnia 1964 w Wilmington) – łotewski przedsiębiorca, filolog i polityk, posiadający również obywatelstwo amerykańskie. Minister gospodarki (2004–2006), poseł do Parlamentu Europejskiego VII i VIII kadencji, deputowany krajowy, lider ugrupowania Nowa Jedność, w latach 2019–2023 premier Łotwy, od 2023 do 2024 minister spraw zagranicznych.

## Życiorys
Urodził i wychował się w Stanach Zjednoczonych w rodzinie łotewskich emigrantów, którzy opuścili kraj w 1944 w ucieczce przed sowiecką okupacją. Poznali i pobrali się w Szwecji, po czym razem wyemigrowali do miasta Wilmington w amerykańskim stanie Delaware. Uczył się w łotewskiej szkole średniej w Niemczech, gdzie jego nauczycielem był późniejszy prezydent Łotwy Egils Levits.
Arturs Krišjānis Kariņš kształcił się w St. John's College w Annapolis (1984–1986), następnie studiował lingwistykę na Uniwersytecie Pensylwanii, uzyskując w 1996 doktorat z tej dziedziny. Wkrótce po jego obronie przeprowadził się na Łotwę, gdzie w 1994 założył spółkę „Lāču ledus” zajmującą się produkcją oraz dystrybucją lodu i mrożonej żywności (do 2002 był jej prezesem).
W 2001 należał do założycieli partii Nowa Era. Został wybrany do łotewskiego parlamentu w 2002 i ponownie w 2006 (z okręgu Vidzeme). Był zastępcą delegata łotewskiego Sejmu do Konwentu Europejskiego. Sprawował funkcję prezesa frakcji parlamentarnej Nowej Ery (2002–2004) oraz ministra gospodarki w rządzie Aigarsa Kalvītisa (2004–2006). W 2007 wzostał wybrany na przewodniczącego partii, funkcję tę pełnił do 2008. W wyborach w 2009 ubiegał się o mandat w Parlamencie Europejskim z pierwszego miejsca listy Nowej Ery, jako jej jedyny przedstawiciel został wybrany. Został członkiem prezydium grupy Europejskiej Partii Ludowej, zasiadał w Komisji Przemysłu, Badań Naukowych i Energii. W wyborach parlamentarnych w 2014 uzyskał reelekcję jako jeden z czterech kandydatów Jedności.
W kwietniu 2018 został liderem Nowej Jedności (zrzeszenia partii Jedność i kilku ugrupowań regionalnych) oraz jej kandydatem na stanowisko premiera Łotwy po wyborach w 2018.
W styczniu 2019 prezydent Łotwy desygnował go na ten urząd, powierzając misję stworzenia nowego rządu. 23 stycznia 2019 Arturs Krišjānis Kariņš został przez Sejm zatwierdzony na stanowisku premiera (poparło go 61 na 100 deputowanych). Tego samego dnia jego wielopartyjny gabinet rozpoczął urzędowanie. Jego rząd przeprowadził reformę administracyjną, która zmniejszyła liczbę regionów i miast wydzielonych.
W wyborach w 2022 z ramienia Nowej Jedności został wybrany do Sejmu XIV kadencji; jego ugrupowanie uzyskało wówczas największą reprezentację poselską. Z upoważnienia prezydenta prowadził rozmowy nad powołaniem nowej koalicji. 14 grudnia 2022 Arturs Krišjānis Kariņš został przez Sejm po raz drugi zatwierdzony na stanowisku premiera („za” zagłosowało 54 deputowanych). 7 lipca 2023 przejął także czasowo obowiązki ministra spraw zagranicznych. 14 sierpnia 2023 po nieudanej próbie rekonstrukcji rządu i poszerzenia koalicji podał się do dymisji.
15 września 2023 zakończył pełnienie funkcji premiera. W utworzonym tegoż dnia gabinecie Eviki Siliņi objął stanowisko ministra spraw zagranicznych. Złożył rezygnację w marcu 2024 po tym, jak prokurator wszczął postępowanie w sprawie kosztów lotów czarterowych podczas podróży służbowych z okresu pełnienia przez polityka funkcji premiera. Zakończył urzędowanie w kwietniu tego samego roku. W czerwcu 2024 Evika Siliņa zastąpiła go na funkcji przewodniczącego Nowej Jedności.

## Życie prywatne
Jest żonaty, ma czworo dzieci.

## Odznaczenia
- Order Krzyża Ziemi Maryjnej II klasy (Estonia, 2005)[20]
- Order Krzyża Ziemi Maryjnej I klasy (Estonia, 2023)[21]
- Order „Za zasługi” I klasy (Ukraina, 2023)[22]